# Prijepolje
Prijepolje (srpski: Пријепоље) je grad u jugozapadnoj Srbiji, a administrativno pripada Zlatiborskom okrugu središte je općine Prijepolje. Prema popisu stanovništva iz 2011. godine, Prijepolje je imalo 13.330 stanovnika.

## Novija povijest
Od podjele na oblasti (1922.) Prijepolje je bilo dijelom Oblasti užičke Kraljevine Srba, Hrvata i Slovenaca. Prijepolje je od 1929. do 1941. pripadalo Zetskoj banovini Kraljevine Jugoslavije, a poslije toga je pripadalo pod izvršnu i zakonodavnu vlast ZAVNO Sandžaka do odluke o podjeli Sandžaka. Tijekom Drugoga svjetskoga rat Prijepolje je (do 1943.) okupirala Kraljevina Italija, a poslije njezine kapitulacije, Veliki Njemački Reich.
U Prijepolju je održana prva sjednica Inicijativnoga odbora za izbor Zemaljskog antifašističkog vijeća narodnog oslobođenja za Sandžak.

## Poznate osobe
- Zvonimir Červenko (* 1926. – † 2001.), načelnik GS OSRH
- Vlade Divac (* 1968.), srpski košarkaš i nekadašnji državni reprezentativac Jugoslavije
- Dženan Lončarević (* 1975.), srpski pjevač
- Zećira Mušović (* 1996.), švedska nogometašica
- Aco Pejović (* 1972.), srpski pjevač